# Bodonyi Béla (labdarúgó)
Bodonyi Béla (Jászdózsa, 1956. december 14. –) válogatott magyar labdarúgó, jobbszélső.

## Pályafutása

### Klubcsapatban
Több sportágban is otthonosan mozgott, hiszen a labdarúgó pályafutása előtt atlétikával, tornával, kézilabdával is próbálkozott a Debreceni Sportiskola tagjaként. A Debreceni VSC csapatában 17 éves korában mutatkozott be a másodosztályban. 1976-ban Komora Imre  hívására érkezett Kispestre. 1976. augusztus 20-án a Békéscsaba ellen húzta először magára a piros-fehér mezt. Összesen 280 bajnoki mérkőzést játszott a Honvéd színeiben és 78 gólt szerzett. Ötszörös magyar bajnok, egyszeres kupagyőztes.
1988-ban egy félévre visszatért Debrecenbe, de az év második felében már a svájci FC Bulle csapatánál légióskodott. 1992-ben a másodosztályú Fribourgnál rúgja a gólokat, majd egy év múlva visszatért az FC Bulléhoz. Az FC La Tour és a FC Payerne negyedosztályú csapatainál játékos-edzőként is tevékenykedett. Jelenleg is Svájcban él, és dolgozik.

### A válogatottban
1975-ben tagja volt az ifjúsági válogatottnak, mely Svájcban az UEFA-tornán bronzérmet szerzett. A válogatottban 1979 és 1985 között 27 alkalommal szerepelt és 6 gólt ért el. Részt vett az 1982-es spanyolországi világbajnokságon.

## Sikerei, díjai
- Magyar bajnokság
  - bajnok (1979–1980, 1983–1984, 1984–1985, 1985–1986, 1987–1988)
  - 2. (1977–1978)
  - 3. (1982–1983)
- MNK – Magyar kupa
  - győztes (1984–1985)
  - döntős (1982–1983, 1987–1988)
- KK
  - 2. (1976–1977)

## Statisztika

### Mérkőzései a válogatottban
| Magyarország | Magyarország         | Magyarország                       | Magyarország  | Magyarország | Magyarország  | Magyarország | Magyarország | Magyarország |
| #            | Dátum                | Helyszín                           | Hazai         | Eredmény     | Vendég        | Kiírás       | Gólok        | Esemény      |
| ------------ | -------------------- | ---------------------------------- | ------------- | ------------ | ------------- | ------------ | ------------ | ------------ |
| 1.           | 1979. október 17.    | Debrecen, Nagyerdei stadion        | Magyarország  | 3 – 1        | Finnország    | Eb-selejtező | -            | 46'          |
| 2.           | 1980. augusztus 20.  | Budapest, Népstadion               | Magyarország  | 2 – 0        | Svédország    | barátságos   | -            | 58'          |
| 3.           | 1980. augusztus 27.  | Budapest, Népstadion               | Magyarország  | 1 – 4        | Szovjetunió   | barátságos   | -            | 55'          |
| 4.           | 1980. szeptember 24. | Budapest, Népstadion               | Magyarország  | 2 – 2        | Spanyolország | barátságos   | 1            | 47'          |
| 5.           | 1980. október 8.     | Bécs, Práter stadion               | Ausztria      | 3 – 1        | Magyarország  | barátságos   | 1            | 81'          |
| 6.           | 1981. április 15.    | Valencia, Luis Casanova-stadion    | Spanyolország | 0 – 3        | Magyarország  | barátságos   | 1            | 77' 84'      |
| 7.           | 1981. május 13.      | Budapest, Népstadion               | Magyarország  | 1 – 0        | Románia       | vb-selejtező | -            | 74'          |
| 8.           | 1981. május 20.      | Oslo, Ullevaal Stadion             | Norvégia      | 1 – 2        | Magyarország  | vb-selejtező | -            | 66'          |
| 9.           | 1981. június 6.      | Budapest, Népstadion               | Magyarország  | 1 – 3        | Anglia        | vb-selejtező | -            | 62'          |
| 10.          | 1982. február 11.    | Auckland, Smart-stadion            | Új-Zéland     | 1 – 2        | Magyarország  | barátságos   | 1            | 86'          |
| 11.          | 1982. február 14.    | Christchurch, II. Erzsébet Stadion | Új-Zéland     | 1 – 2        | Magyarország  | barátságos   | -            |              |
| 12.          | 1982. március 24.    | Budapest, Népstadion               | Magyarország  | 2 – 3        | Ausztria      | barátságos   | -            | 57'          |
| 13.          | 1982. április 18.    | Budapest, Népstadion               | Magyarország  | 1 – 2        | Peru          | barátságos   | -            | 60'          |
| 14.          | 1983. május 15.      | Budapest, Népstadion               | Magyarország  | 2 – 3        | Görögország   | Eb-selejtező | -            | 46'          |
| 15.          | 1983. december 3.    | Szaloniki, Kaftanzoglu-stadion     | Görögország   | 2 – 2        | Magyarország  | Eb-selejtező | -            |              |
| 16.          | 1984. január 18.     | Cádiz, Ramón de Carranza Stadion   | Spanyolország | 0 – 1        | Magyarország  | barátságos   | -            |              |
| 17.          | 1984. március 31.    | Szabadka, Szpartak Stadion         | Jugoszlávia   | 2 – 1        | Magyarország  | barátságos   | -            | 62'          |
| 18.          | 1984. április 4.     | Isztambul, Beşiktaş İnönü Stadion  | Törökország   | 0 – 6        | Magyarország  | barátságos   | 1            | 46' 63'      |
| 19.          | 1984. május 23.      | Székesfehérvár, Sóstói Stadion     | Magyarország  | 0 – 0        | Norvégia      | barátságos   | -            | 84'          |
| 20.          | 1984. május 31.      | Budapest, Üllői úti Stadion        | Magyarország  | 1 – 1        | Spanyolország | barátságos   | -            | 67'          |
| 21.          | 1984. június 6.      | Brüsszel, Heysel Stadion           | Belgium       | 2 – 2        | Magyarország  | barátságos   | -            |              |
| 22.          | 1984. augusztus 22.  | Budapest, Népstadion               | Magyarország  | 3 – 0        | Svájc         | barátságos   | 1            | 87'          |
| 23.          | 1984. augusztus 25.  | Budapest, Népstadion               | Magyarország  | 0 – 2        | Mexikó        | barátságos   | -            | 46'          |
| 24.          | 1984. október 17.    | Rotterdam, Feijenoord Stadion      | Hollandia     | 1 – 2        | Magyarország  | vb-selejtező | -            | 89'          |
| 25.          | 1984. november 17.   | Limassol, Tszirion Stadion         | Ciprus        | 1 – 2        | Magyarország  | vb-selejtező | -            | 66'          |
| 26.          | 1985. január 29.     | Hamburg, Volksparkstadion          | NSZK          | 0 – 1        | Magyarország  | barátságos   | -            | 66'          |
| 27.          | 1985. április 3.     | Budapest, Népstadion               | Magyarország  | 2 – 0        | Ciprus        | vb-selejtező | -            | 46'          |
|              | Összesen             |                                    |               | 27           | mérkőzés      |              | 6            | gól          |